# Paratropus effertus
Paratropus effertus är en skalbaggsart som beskrevs av Lewis 1891. Paratropus effertus ingår i släktet Paratropus och familjen stumpbaggar. Inga underarter finns listade i Catalogue of Life.